# مستنصرالسلطنه
سید فرج‌الله عدل ملقب به مستنصرالسلطنه (درگذشته ۱۹۲۷ میلادی در قاهره) دیپلمات ایرانی و در دوران مظفرالدین‌شاه قاجار سفیر ایران در مصر بود.
او پسر رکن‌العداله و برادر مصطفی عدل بود. در غره ربیع‌الثانی ۱۲۸۰ قمری در تبریز به دنیا آمد و در مدرسه سلطانی استانبول تحصیل کرد. در سال ۱۳۰۲ قمری اتاشه سفارت ایران در استانبول شد. در ۱۳۰۸ قمری کارپرداز بصره گردید و در ۱۳۱۱ قمری نایب اول سفارت ایران در عثمانی شد و نشان و حمایل سرتیپ دومی دریافت کرد. در ۱۳۱۲ قمری بار دیگر کارپرداز بصره شد. در ۱۳۱۴ قمری وکیل سیاسی ایران در مصر شد و سال بعد لقب مستنصرالسلطنه و منصب سرتیپ اولی گرفت. در ۱۳۲۱ قمری به ژنرال کنسول‌گری تفلیس مامور گردید. سپس ژنرال کنسول مصر و در ۱۳۲۸ قمری شارژدافر سفارت ایران در عثمانی شد.
پس از پایان جنگ جهانی اول و تأسیس جامعه ملل، مستنصرالسلطنه به همراهی محمدعلی فروغی در قالب کمیسیونی موضوع بازگشت سرزمین‌های از دست رفته ایران و تثبیت مرزهای شمالی کشور را با جمهوری دمکراتیک آذربایجان پیش می‌بردند. او در اواخر عمر به مصر بازگشت و در قاهره اقامت گزید و مشغول مطالعه و تالیف شد. در این دوران مقالاتی در روزنامه جهان‌نما (چاپ قاهره) منتشر می‌کرد.
او به زبان‌های عربی، ترکی و فرانسه تسلط داشت.